# Кванкеро
Кванкеро (ахв. Квакъара)— село в Ахвахском районе Дагестана. Входит в сельское поселение «Сельсовет „Тад-Магитлинский“».

## География
Село расположено в месте слияния рек Лологонитльтлар и Изанитлар (бассейн р. Ахвах), в 5 км к юго-востоку от районного центра — села Карата.

## Население
| 1895 | 1926 | 1939 | 1970 | 1989 | 2002 | 2010 |
| ---- | ---- | ---- | ---- | ---- | ---- | ---- |
| 496  | ↘205 | ↘166 | ↗259 | ↗389 | ↘369 | ↘368 |
| 2021 |      |      |      |      |      |      |
| ↘244 |      |      |      |      |      |      |

Населено коренным народом Западного Дагестана — ахвахцами.